# Товариство української культури в Угорщині
Товариство української культури в Угорщині (ТУКУ) — провідна українська організація української діаспори в Угорщині. Є членом Світового Конґресу Українців.

## Історія
Основу суспільного життя української спільноти Угорщини в організованих рамках було покладено розпадом Радянського Союзу та постанням незалежної України. З метою зберегти і передати молодому українському поколінню мову, народні традиції та згуртувати українців Угорщини в сильний осередок для захисту своїх національних інтересів 1991 року У цьому році було створене Культурне товариство українців та русинів Угорщини (КТУРУ), як представницький орган українців. Товариство очолив колишній партійний функціонер із Закарпаття О. Русин, який емігрував до Угорщини. Обраний голова української спільноти переніс свій партійний досвід на керівництво громадою, йому були притаманні диктаторський тон, командні методи керівництва. Більшість членів КТУР це не сприйняли і піднялися проти партійного диктату — на чолі демократичної більшості стала Ярослава Хортяні, молода вчителька угорської гімназії з Тернопільщини. КТУР перетворився в демократичну, українськоспрямовану громадську організацію.
Після прийняття Закону про національні меншини у 1993 році його перетворено на Товариство української культури в Угорщині (ТУКУ). В 1995 році Товариство поповнилося відділеннями в Сегеді та Комаромі.

## Організація
Товариство української культури є громадською організацією, базовою для культурно-освітньої діяльності в Угорщині. Його діяльність, у першу чергу, направлена на турботу про збереження рідної мови, культури, національних традицій, історичних пам'яток.
Складається з 15 осередків. Очолює Товариство перший заступник Голови Світового конгресу українців, Голова Європейського конгресу українців, речник української меншини Державних Зборів Угорщини Ярослава Хортяні.

## Діяльність
1993 року Товариством засновано недільну школу для дітей, де діти з українських сімей із Будапешта та навколишніх міст вивчають рідну мову, знайомляться з історією, літературою, традиціями свого народу. Згодом було створено цілу мережу відділень недільної школи — у містах Сегед, Варпалота, Ніредьгаза.
З 1996 року виходить друком двомовний часопис «Громада». З січня 2000 р. журнал виходить у кольоровому форматі, що робить його значно привабливішим.
Товариством видано 6 двомовних книжок. 1995 року було видано перший в Угорщині підручник української мови. На відзнаку 125-річчя з дня народження української поетеси Лесі Українки у 1996 році Товариство видало двомовну поетичну збірку «Сім струн», у 1999 році — двомовна збірка поезій Тараса Шевченка «Посланіє», у 2000 році — наукова праця Каміла Нойпауера «Слово о полку Ігоревім», 2001 році — альбом «10 років Товариству української культури в Угорщині».
Члени та прихильники товариства мають змогу слухати україномовні передачі (щотижневі) по угорському радіо, щомісячно дивитися українську програму на передачі «Рондо».
1996 року проведено Міжнародну конференцію істориків, присвячену 130-річчю від дня народження М. Грушевського. Серед учасників і доповідачів конференції були професори Паризької Сорбонни, Братиславського, Ужгородського, Київського, Сегедського та Печського університетів, а також члени Академії наук України.
З початку 1998 року щорічно за підтримки Посольства України проводиться День української культури в Угорщині.
В Будапешті 1999 року за всю історію українського руху в Європі була проведена перша конференція української молоді Європи.
2003 року відбулася конференція в Музеї терору м. Будапешт (2003 року) дослідників Голодомору в Україні (1932—1933 років).
Стало традицією влаштовувати літні табори для української молоді в м. Чепелі. При товаристві працюють три самодіяльних колективи: танцювальний молодіжний ансамбль «Веселка», жіночий хор «Берегині» та український народний театр. Традиційними літературно-мистецькими заходами ТУКУ стали святкування днів української культури в Угорщині, днів народження Лесі Українки, Тараса Шевченка, днів Незалежності України, інших визначних подій української історії.
Одним із найбільших досягнень є постанова Угорського парламенту (24 листопада 2003 року), в якій голодомор в Україні 1932—1933 років визнаний злочином, геноцидом Сталінського режиму проти українського народу.
За результатами виборів до органів самоврядування національних та етнічних меншин Угорщини 12 жовтня 2014 року ТУКУ отримало 70 депутатських мандатів.